# Marianne Maximi
Marianne Maximi, née le 13 novembre 1985 à Louviers (Eure), est une femme politique française.
Éducatrice de formation, elle devient conseillère municipale d'opposition de Clermont-Ferrand en 2014 sur la liste du Front de gauche avant d'être la tête de liste pour La France Insoumise en 2020. Dans le cadre de la Nouvelle Union populaire écologique et sociale, elle est la candidate unique de la gauche dans la 1re circonscription du Puy-de-Dôme en 2022 et est élué députée, mandat qu'elle conserve après les élections législatives anticipées de 2024.

## Biographie

### Famille et jeunesse
Née à Louviers en Normandie, Marianne Maximi grandit dans l'Allier. Ses deux parents exercent la profession d'aide médico-psychologique.
Elle suit des études d'histoire à l'université Blaise-Pascal. Elle travaille parallèlement à ses études comme surveillante dans un lycée professionnel et à La Poste pendant l’été.
Elle devient par la suite éducatrice spécialisée dans la fonction publique auprès d’enfants placés. Elle travaille au centre départemental de l’enfance et de la famille. 

### Vie privée
Marianne Maximi est mère de deux enfants.

### Débuts en politique
Marianne Maximi connaît ses premiers engagements militants en participant à la mobilisation contre le CPE alors qu'elle est étudiante. Elle adhère ensuite, en 2007, à l’Union nationale des étudiants de France (Unef). Dès lors, elle prend part à de nombreuses mobilisations contre la politique de Nicolas Sarkozy, en soutien aux luttes syndicales ou pour la défense des sans-papiers.
Elle rejoint le NPA à sa création en 2009 puis le quitte en 2012 avec la Gauche anticapitaliste pour participer à la création d'Ensemble !.
Son militantisme et son engagement politique ont grandi dans les pas d'Alain Laffont, ancien élu clermontois d'extrême gauche et candidat aux législatives en 2017, mort en 2018.

### Conseillère municipale de Clermont-Ferrand
Elle a été élue pour la première fois aux élections municipales de 2014, sur la liste emmenée au second tour par le maire de Clermont-Ferrand Olivier Bianchi (PS) ; elle figurait sur celle d'Alain Laffont au premier tour.
En 2020, elle mène la liste « Clermont en Commun » (soutenue par La France insoumise) à l'élection municipale. La liste est qualifiée pour le deuxième tour où elle finit avec 15,1 % des voix. Marianne Maximi est élue au conseil municipal et au conseil métropolitain. Elle affirme pendant la campagne que Clermont-Ferrand doit devenir « la ville de la justice sociale » en instaurant la gratuité de l’eau et des transports en commun, en facilitant l’accès à l’alimentation locale, ou en refusant les projets anti-écologistes. Elle explique avoir fait l'objet de harcèlement sexiste ainsi que des accusations d'antisémitisme en raison de ses positions en faveur de l'indépendance de la Palestine après un vœu du conseil municipal de Clermont-Ferrand, datant de décembre 2016, appelant au boycott des produits en provenance des colonies israéliennes.
Elle participe à de nombreuses luttes militantes, notamment auprès des salariés licenciés de l'entreprise Luxfer, au sein du mouvement social contre la réforme des retraites, ou pour les étudiants.
Elle est membre de la Gauche écosocialiste, une organisation qui se considère comme un « courant interne » à La France insoumise et est elle-même issue, en 2022, du courant d'Ensemble « Ensemble Insoumis-e ».
Le 8 mars 2022, elle gagne un procès contre Daniel Cohn-Bendit qui est condamné pour diffamation. Il avait affirmé, lors des élections municipales, qu'elle était présente parmi les manifestants qui, le 11 janvier 2020, avaient tenté d'envahir le local de campagne d'Éric Faidy, candidat LREM, et qu'elle y aurait cassé les vitres.

### Députée du Puy-de-Dôme
Lors de l'élection législative de 2022, elle obtient l'investiture de la NUPES dans la première circonscription du Puy-de-Dôme. Marianne Maximi l'emporte au second tour avec 52,2 % des voix face à Valérie Thomas, la députée sortante investie par Ensemble. Reconduite dans le cadre du Nouveau Front populaire lors des élections législatives anticipées de 2024, elle est réélue pour La France Insoumise au terme d'une triangulaire avec les candidats du Rassemblement national et de Horizons,, qui refuse de se désister en sa faveur.

## Synthèse des résultats électoraux

### Élections législatives
| Année | Parti | Parti       | Circonscription    | 1er tour | 1er tour | 1er tour | 2d tour | 2d tour | 2d tour | Issue |
| Année | Parti | Parti       | Circonscription    | Voix     | %        | Rang     | Voix    | %       | Rang    | Issue |
| ----- | ----- | ----------- | ------------------ | -------- | -------- | -------- | ------- | ------- | ------- | ----- |
| 2022  |       | LFI (NUPES) | 1re du Puy-de-Dôme | 13 211   | 34,50    | 1re      | 18 189  | 52,23   | 1re     | Élue  |
| 2024  |       | LFI (NFP)   | 1re du Puy-de-Dôme | 20 841   | 38,14    | 1re      | 23 772  | 43,24   | 1re     | Élue  |

### Résultats aux élections municipales
| Année | Parti | Parti | Commune          | 1er tour | 1er tour | 1er tour | 2d tour | 2d tour | 2d tour | Sièges obtenus | Sièges obtenus | Sièges obtenus |
| Année | Parti | Parti | Commune          | Voix     | %        | Rang     | Voix    | %       | Rang    | CM             | CC             |                |
| ----- | ----- | ----- | ---------------- | -------- | -------- | -------- | ------- | ------- | ------- | -------------- | -------------- | -------------- |
| 2020  |       | LFI   | Clermont-Ferrand | 2 786    | 12,31    | 4e       | 3 194   | 15,08   | 3e      | 4 / 55         | 3 / 38         |                |